# Dubočani (Republika Serbska)
Dubočani (cyr. Дубочани) – wieś w Bośni i Hercegowinie, w Republice Serbskiej, w mieście Trebinje. W 2013 roku liczyła 18 mieszkańców.